# Лайна, Джим
Джим Лайна (англ. Jim Lynagh; 13 апреля 1956, Монахан — 8 мая 1987, Лафголл) — ирландский националист, волонтёр Ирландской республиканской армии («временного» крыла, Восточно-Тиронской бригады).

## Биография

### Ранние годы
Джим родился в многодетной семье, в которой было всего 12 детей. Вырос в имении Талли в графстве Монахан, в рядах ИРА с ранних 1970-х годов. В декабре 1973 года он пострадал в результате преждевременного срабатывания взрывного устройства, после чего был арестован и отправлен в тюрьму Мэйз на 5 лет. Во время своего заключения Лайна увлёкся чтением литературы Мао Цзэдуна и стал одним из сторонников маоизма. После освобождения в 1979 году был избран в городской совет Монахана от партии Шинн Фейн, сохраняя своё место там до самой смерти.

### Служба в ИРА
После своего освобождения Лайна продолжил свою деятельность в ИРА, влившись в Восточно-Тиронскую бригаду «временного» крыла повстанцев и став командиром подразделения. После серии нападений лоялистов на ирландских политиков в конце 1980 — начале 1981 года Джиму предъявили обвинения в нападении на лоялистских политиков в имении Строндж около Миддлтауна (графство Арма). Среди жертв ИРА стали бывший спикер Парламента Северной Ирландии от Ольстерской юнионистской партии сэр Норман Строндж и его сын Джеймс, офицер Королевской полиции Ольстера. После убийства обоих их дом, Тайнан-Эбби, был сожжён дотла, а боевики прорвали полицейский кордон и скрылись.
Лайна получил прозвище «Палач» от ольстерской полиции. Его неоднократно арестовывала и допрашивала ирландская полиция, но никогда не предъявляла обвинений. Сам же Лайна за это время успел предложить маоистскую стратегию ведения войны, которая могла бы заставить британцев вывести войска из Северной Ирландии. Согласно этому плану, повстанцы должны были атаковать военные базы и полицейские участки британцев, чтобы создать свободные от их присутствия зоны. С 1984 года над этой стратегией работал соратник Лайны Патрик Маккирни. Стратегию начали осуществлять в декабре 1985 года после разрушения казарм Баллиголи, продолжив в августе 1986 года в казармах Бёрчес.

### Гибель
8 мая 1987 повстанцы ИРА готовились уничтожить полицейский участок в Лафголле, но были уничтожены засевшими в засаде британскими спецназовцами. Восемь боевиков ИРА (в их числе был и Лайна) хотели подогнать заминированный экскаватор к участку и обстрелять здание, но все погибли в перестрелке. Лайна был похоронен в родном городе Монахан, причём присутствовавшие на похоронах даже передрались с полицией. Всех восьмерых, погибших в Лафголле, ирландские республиканцы стали называть «Лафголлскими мучениками».